# 田村連
田村 連（たむら れん、1949年9月26日 - ）は、日本の男性俳優、声優、演出家、振付師。東京都出身。ザ・スーパー・カムパニイ所属。桐朋学園演劇科卒業。東京声優アカデミーで講師を務める。近年では「天の原演劇工房」の演出も務めている。

## 人物
1970年、竹邑類とともに劇団「ザ・スーパー・カムパニイ」を設立。
主に舞台俳優として活動し、演出家や振付師、声優としての活動もある。

## 出演作品

### 舞台
1975年
- プレイボーイ（5月1日 - 20日）
- コンビ（6月1日 - 20日）

1991年
- ル・バル（4月25日 - 5月12日）

2006年
- サクラ大戦 紐育レビュウショウ 〜歌う♪大紐育♪〜（3月18日 - 19日） - ボブ・ラッシー

2007年
- サクラ大戦 紐育レビュウショウ 〜歌う♪大紐育♪2〜（7月15日 - 18日） - ボブ・ラッシー
- マウストラップ〜ねずみとり〜（11月1日 - 4日） - パラビチーニ

2008年
- タンゴにのせて（2月22日 - 3月9日）
- サクラ大戦 紐育レビュウショウ 〜歌う♪大紐育♪3〜 ラストショウ（8月27日 - 31日） - ボブ・ラッシー
- ホワイト・レビュー2008（9月25日 - 27日）

2009年
- 奇想の恋愛詩人 ジョン・ダン（10月23日 - 24日）

2011年
- サクラ大戦 紐育星組ライブ2011 〜星を継ぐもの〜（7月29日 - 31日） - ボブ・ラッシー

### 映画
1983年
- 陽暉楼（9月10日）

### テレビアニメ
1997年
- ケロケロちゃいむ（兄）

1999年
- ビーストウォーズネオ 超生命体トランスフォーマー（アルカディス）
- ビックリマン2000（御神籤仙人）
- メダロット（首領 / ヘベレケ博士）

2000年
- こちら葛飾区亀有公園前派出所（盤五十六）

2004年
- 遊☆戯☆王デュエルモンスターズGX（博士）

### その他
1986年
- 銀河鉄道999 透明宮への旅（9月21日 - 10月3日） - 振付

2005年
- オーバー・ザ・ピンクレインボウ（4月20日 - 24日） - 振付

2007年
- ミュージカル 赤毛のアン（8月18日 - 28日） - 演出・振付

2008年
- TOURS ミュージカル 赤毛のアン（8月20日 - 21日） - 演出・振付

2009年
- TOURS ミュージカル 赤毛のアン（8月16日 - 28日） - 演出・振付